# Cesáreo Rodrigo
Cesáreo Rodrigo Rodríguez, nacido en Coculina, en el ayuntamiento de Villadiego (provincia de Burgos) el 25 de febrero de 1819 y fallecido en Orense el 5 de enero de 1895, fue un religioso español, obispo de la diócesis de Orense entre 1876 y 1895.

## Trayectoria
Estudió en el seminario de Burgos, y se licenció en la Universidad de Valladolid en 1840. Fue beneficiado en Villahán y Villamayor de los Montes. En 1849 obtuvo la cátedra de Lógica y Metafísica en el seminario de Burgos, y en 1852 la de Lugares Teológicos e Instituciones.
Se doctoró en Sagrada Teología por la Universidad de Toledo, y fue nombrado vicerrector del Seminario, Examinador sinodal y juez secretario de la archidiócesis de Burgos. El cardenal Juan Ignacio Moreno y Maisanove lo nombró secretario y Canónico de la catedral de Burgos, cargos que ocupó hasta que en 1863, cuando Moreno fue nombrado arzobispo de la archidiócesis de Valladolid. Acompañó al cardenal Moreno en sus viajes a Roma, como secretario y como teólogo consultor, y lo ayudó en el Concilio Vaticano Primero (1878). En 1862 había sido nombrado camarero del papa Pío IX.
Fue gobernador eclesiástico. El 23 de septiembre de 1875 fue preconizado en el Consistorio como obispo de Orense, consagrado en la Colegiata de San Isidro de Madrid el 6 de febrero de 1875 por el cardenal Moreno. Tomó posesión del cargo el día 18 de ese mes.
Durante su etapa como obispo de Orense promovió la construcción del Colegio de Santa Teresa de Jesús, a cargo de las Hermanas Carmelitas de la Caridad. Además impulsó el Seminario Conciliar de San Fernando, e impuso diversas medidas para contrarrestar la decadencia del clero.
Denunció al escritor Manuel Curros Enríquez por la publicación de la obra Aires da miña terra, en la que aparecía nombrado. En el Boletín Eclesiástico del 28 de junio de 1880 declaraba prohibida la lectura del libro por herejía y blasfemia.
Tuvo como secretario a Juan Soldevilla Romero, a quien consagró como obispo en 1889. Escribió diversas obras teológicas y pastorales. Fue Caballero Gran Cruz de Isabel la Católica, y senador del Reino. En Orense la plaza de la alameda lleva su nombre.